# Championship Gaming Series
La Championship Gaming Series fue una liga internacional de deportes electrónicos con sede en los Estados Unidos de América. La CGS fue precedida por la Championship Gaming Invitational 2006, un piloto de televisión con varios jugadores que luego se presentarían en la CGS.
Fue fundada y operada por DirecTV en 2007 en asociación con British Sky Broadcasting y Star TV. 
Finalmente cesó toda actividad en 2008.
La liga estaba organizada por las principales ligas deportivas de América del Norte y contaba con equipos de distintos países.

## Historia de la liga

### Orígenes
Aunque los concursos profesionales de videojuegos habían estado llevándose a cabo desde hace varios años, los organizadores reconocieron la necesidad de que para ganar una mayor audiencia, era preferible hacerlo a través de las transmisiones comunes. La Serie Mundial de Gaming fue mostrada en MTV en un especial de 30 minutos en 2005, pero hubo quejas sobre la calidad de la producción.
Mientras tanto, el World Series of Poker se había convertido en un popular programa en ESPN y había cambiado de un poker Texas hold 'em sin límites, a un deporte para espectadores. Influenciado por su éxito, David Hill, un ejecutivo de Fox Sports y DirecTV (y también un ávido gamer) lanzó la idea de un programa de televisión orientado a los videojuegos. Craig "Torbull" Levine, director de Team 3D jugó un papel clave en las negociaciones.
En el verano de 2006, un episodio piloto llamado CGI (Campeonato Gaming Invitational) fue grabado en Treasure Island, en San Francisco, California. Contó con un partido de Counter-Strike 1.6 en el que el equipo CompLexity venció al equipo Team 3D. También presentó a los jugadores profesionales de Dead Or Alive, como Emmanuel "Master" Rodríguez, que más tarde pasó a ser la estrella de la liga como jugador profesional. Esta fue también la única vez que Battlefield 2 fue presentado en la franquicia CGS, así los campeones del mundo Code7 adquirieron tres equipos americanos. La primera invitacional se dice que produjo un aumento de más del 400% del rating del canal 101 de DirecTV en el momento. El primer piloto luego fue seguido por el segundo evento invitacional CGI2 en Los Ángeles, que también introdujo a la primera superestrella gamer femenina, Vanessa Arteaga . Después de que el índice de audiencia se mostró un poco más de prometedor, una temporada completa con una estructura de liga tuvo el visto bueno para el año 2007.

### CGS Pro-Am
La División de Pro-Am CGS fue una oportunidad para los jugadores de jugar contra los Pros, y competir por más de $ 40,000 en premios en efectivo. La primera temporada incluyó torneos de Counter-Strike 1.6, Counter-Strike: Source, y Team Fortress 2. Poco después de que se completó la primera temporada de la franquicia, CGS fue cortado por DirectTV que finalmente terminó con la oportunidad para otra liga competitiva para los jugadores diarios.

### Temporada 2007
La primera temporada de CGS constaba de seis franquicias de seis principales ciudades de la Región 1 (los EE. UU. y Canadá), además de un total de diez franquicias más de las otras regiones del mundo en todo el mundo. Cada franquicia constaba de un total de diez jugadores: cinco jugadores de Counter-Strike: Source, dos jugadores de Dead or Alive 4 (un varón y una mujer), un jugador de FIFA 2007, y dos jugadores Project Gotham Racing 3. 
El primer partido televisado por DirecTV, por canal exclusivo 101 el 9 de julio de 2007. La Región 1 Grand Finals se celebró el 30 de julio de 2007 en Los Ángeles. Chicago Chimera derrotó a Carolina Core por 22 puntos a 21, para convertirse en los primeros campeones regionales de la CGS. En el World Finals en diciembre, Chimera derrotó a los Core de nuevo para convertirse en campeones del mundo y ganar el primer premio de $ 500.000.

### Temporada 2008
En 2008, se añadieron dos nuevas franquicias: la Taufan Kuala Lumpur y el Mirage Dubái. La distribución de jugadores de las franquicias seguía siendo la misma, cambiando el jugador, de FIFA 2007, a FIFA 2008, y los 3 jugadores de Project Gotham Racing, a Forza Motorsport 2. El 16 de junio de 2008, el canal 101 mostró el primer partido televisado de la segunda temporada de CGS. 
La final de la Región 1 vio a los Carolina Core derrotar a los Dallas Venom por un único punto, para convertirse en los Campeones Regionales de América del Norte. 
Las Finales Mundiales siguieron inmediatamente después de la temporada de América del Norte, comenzando el 14 de julio. El 28 de julio de 2008, el Birmingham Salvo derrotó a los San Francisco OPTX, para convertirse en los campeones mundiales de la CGS 2008, así como el primer equipo internacional en no solo llegar a la final, sino en ganar también.
El 18 de noviembre de 2008, se anunció en el portal de Esports Cadred.org, ahora Esports Heaven, que la Championship Gaming Series cesaría las operaciones de inmediato, noticia que fue confirmada solo unas horas más tarde por el sitio web oficial de la Championship Gaming Series. Las razones del fin de la CGS siguen sin estar claras, pero Hill había dejado DirecTV después de que fuera comprada por Liberty Media, y por lo tanto ya no estaba a cargo de la programación del canal 101.

## Regiones
|          | Continente           | Países                            |
| -------- | -------------------- | --------------------------------- |
| Región 1 | América del Norte    | Estados Unidos, Canadá            |
| Región 2 | América Latina       | México, América del Sur, Antillas |
| Región 3 | Europa               | Europa                            |
| Región 4 | África/Oriente Medio | Oriente Medio, África             |
| Región 5 | Asia                 | China, Asia                       |
| Región 6 | Australia            | Australia, Oceanía                |

### Region 1
| Nombre del equipo      | Ubicación de la franquicia                   | Mánager General                            | Debut |
| ---------------------- | -------------------------------------------- | ------------------------------------------ | ----- |
| Carolina Core          | Estados Unidos Charlotte, Carolina del Norte | Estados Unidos Mark Dolven                 | 2007  |
| Chicago Chimera        | Estados Unidos Chicago, Illinois             | Estados Unidos Brian "DKT" Flander         | 2007  |
| Dallas Venom           | Estados Unidos Dallas, Texas                 | Estados Unidos Alex "JaX" Conroy           | 2007  |
| Los Angeles Complexity | Estados Unidos Los Ángeles, California       | Estados Unidos Jason "1" Lake              | 2007  |
| New York 3D            | Estados Unidos Nueva York, NY                | Estados Unidos Dave "moto" Geffon          | 2007  |
| San Francisco Optx     | Estados Unidos San Francisco, California     | Estados Unidos Kathleen "kathunter" Hunter | 2007  |

### Región 2
| Nombre del equipo | Ubicación de la franquicia | Mánager General                  | Debut |
| ----------------- | -------------------------- | -------------------------------- | ----- |
| México City Furia | México Ciudad de México,   | Perú Augusto "NoobZaibot" Zapata | 2007  |
| Rio Sinistro      | Brasil Río de Janeiro      | Brasil Paulo "pvell" Velloso     | 2007  |

### Región 3
| Nombre del equipo  | Ubicación de la franquicia | Mánager General                   | Debut |
| ------------------ | -------------------------- | --------------------------------- | ----- |
| Berlin Allianz     | Alemania Berlín            | Noruega Jonas "bESEL" Vikan       | 2007  |
| Birmingham Salvo   | Reino Unido Birmingham,    | Reino Unido Michael "ODEE" O'Dell | 2007  |
| London Mint        | Reino Unido Londres        | Reino Unido Ben Woodward          | 2007  |
| Stockholm Magnetik | Suecia Estocolmo           | Suecia Emil "HeatoN" Christensen  | 2007  |

### Región 4
| Nombre del equipo | Ubicación de la franquicia | Mánager General | Debut |
| ----------------- | -------------------------- | --------------- | ----- |
| Dubái Mirage      | EAU Dubái                  | Shariff Ibrahim | 2008  |

### Región 5
| Nombre del equipo   | Ubicación de la franquicia | Mánager General                      | Debut |
| ------------------- | -------------------------- | ------------------------------------ | ----- |
| Wuhan Dragon        | China Wuhan                | China Chao Ma                        | 2007  |
| Singapore Sword     | Singapur                   | Singapur Steven Yong (interim)       | 2007  |
| Seúl Jinhwa         | Corea del Sur Seúl         | Corea del Sur Sung "Crystal" Eun Kim | 2007  |
| Kuala Lumpur Taufan | Malasia Kuala Lumpur       | Malasia Mohd Irman Nawawi            | 2008  |

### Región 6
| Nombre del equipo  | Ubicación de la franquicia | Mánager General             | Debut |
| ------------------ | -------------------------- | --------------------------- | ----- |
| Sídney Underground | Australia Sídney           | Australia Ben "Racs" Thomas | 2007  |

## Juegos
Juegos de la Temporada 1:
- Counter-Strike: Source
- Dead or Alive 4
- FIFA 07
- Project Gotham Racing 3

Juegos de la Temporada 2:
- Counter-Strike: Source
- Dead or Alive 4
- FIFA 08
- Forza Motorsport 2

## Sistema de puntuación
Los puntos se otorgan para cada evento de la siguiente manera:
- DOA 4: Un punto por cada ronda ganada, independientemente del resultado; en este evento gana el mejor en cinco de nueve rondas

- Forza Motorsport 2: Los equipos son premiados con cuatro puntos para el piloto ganador, dos puntos para el conductor del segundo lugar, y un punto por el tercer lugar.

- FIFA 08: Los jugadores participan en un minijuego de ocho minutos. Cada gol anotado es un punto para la competición por equipos. Si el juego está empatado, la definición por penales determina al ganador, y cada gol también cuenta como un punto en los totales del equipo.

- Counter-Strike Source: Este evento consta de 18 rondas, jugadas en 5 mapas distintos. Todos los juegos cuentan a favor de los puntos totales, al equipo correspondiente se le da un punto por cada ronda ganada. Si los equipos empatan después de 18 rondas, se juega una ronda de muerte súbita. También hay una ronda de desempate si los equipos están empatados en los puntos totales.

No se entregan puntos de bonificación a ningún equipo para ganar un evento.

## Televisión
Todos los partidos de América del Norte y del mundo, tuvieron lugar en el Barker Hangar en Santa Mónica, California. Los boletos eran gratuitos y se distribuyeron por Jam Packed Entertainment. 
Los locutores de las transmisiones de DirecTV en 2008 fueron Red Eye, Marcus "djWHEAT" Graham, Johnathan "Fatal1ty" Wendel, y Andrew Siciliano. El anfitrión original era Stryker, también un disc jockey de la radio KROQ-FM en Los Ángeles; Stryker se fue antes de la final mundial 2007.